# ニイルセン
ニイルセン（Nielsen、1971年8月4日 - ）は日本の美術家、イラストレーター。男性。

## 来歴
東京都福生市出身。高校卒業後、当時美術大学の存在を知らず、保育士のアルバイトをしていた。バイト先で「絵が上手いけど、美大に行こうと思わなかったの？」と言われ、初めて美術大学の存在を知る。その後、多摩美術大学に進学、ラーメンズと同級生となる。大学時代はラーメンズと同じ落語研究会（落研）に所属し、自身も芸を披露していた。大学時代、ニイルセンは学内で非常に人気があり注目を集めていた。当時はラーメンズの2人もこの人気にあやかり「ニイルセンズ」というコンビ名を名乗るほどであった。多摩美術大学グラフィックデザイン科卒業。
テレビの美術制作会社などを経て、フリーの美術スタッフへと進む。1999年より、お笑いや演劇・テレビ番組などの舞台美術・映像制作・キャラクターデザイン、CDジャケットや店舗内装など幅広く手がけている。

## 人物
- 本名の苗字は「福田」という。「ニイルセン」という名は、中学時代の愛称で日系イタリア人キックボクサーのドン・中矢・ニールセンから取ったもの[2]。大学時代、姓名判断をしてもらった時に本名が凄く悪く、「ニールセン」で占ってもよくなかった。しかし「あと一画足したらすごく良い」と言われ、現在の「ニイルセン」という表記になる。

- がっしりした体型と無表情な怖い見た目とは打って変わって、性格は天然ボケと言われている。ラーメンズの片桐仁曰く、「ニイルセンは人の話を聞かない」。有名なエピソードとしては「『コーヒー2本、水2本、コーラ1本、ウーロン茶1本、ジュース1本、買ってきて』と頼んだのに、ウーロン茶8本買ってきた」というものがある[3]。ほかに、怪我をしたところにガムテープで手当てした、交際していた彼女が突然別れを告げ青森に帰ってしまい青森まで追いかけたが家がわからず青森を観光して帰った、風呂に入浴剤と間違えて夕飯の「お茶漬けの素」を入れ、風呂の湯が溜まるまでの夕飯を白飯だけ食べて、風呂に入ってから気付く、バナナマンの設楽統に「一人暮らしで最近飯とかどうしてる？」と聞かれ「そうですねー…買ったり、食ったりしてます」と答えた、バナナマンライブで舞台袖の暗いところに2時間以上ボーっと立っていた、実家から届いたフリースを着て一日過ごしたあと「これはリバーシブルです」と書かれた張り紙に気づく、などのエピソードがある[3]。

- その天然っぷりゆえバナナマンの『WANTED!火曜日バナナマン』（TOKYO FM）においてコーナーを作られてしまい、前述のエピソードはコーナーの冒頭で毎回読み上げられるお決まりのフレーズとなった。

- 本人はそれほど天然ボケだとは思っておらず、落研出身であるが目立とうとも思っておらず、『トーキョーライブ24時』（テレビ東京）で何度かカメラを向けられても、ライトも当たらない出入り口で段ボールを机に正座しながら顔を上げずに無表情のままひたすらフリップを描いたり、似顔絵を描いていた。その絵を安田章大が「欲しい」と話したため、即興で安田の似顔絵を描き、手渡した。

- 嵐の宿題くんにてテーマを小さな黒板に描く担当をしていた頃、大野智がニイルセンとは知らず「絵がものすごく上手い」と褒めていた。

- イラストはいわゆる『萌え系』ではなく、赤塚不二夫に近い。万人ウケしやすいイラストであり、特にロゴを得意としている。ももいろクローバーZとコラボしており、ライブTやグッズのイラストも手がけている。

- バナナマンからは「鬼才」「天才肌」と呼ばれており、「天才だから他の事（当たり前な事）が出来ない」「普段はダメな人だけど、仕事をやらせれば期待以上の結果を出すから怖い」と賛美されている。

- 東京2020オリンピック・パラリンピック公式YouTubeにて55競技の概要や見どころの手描きアニメーション作画を担当。オープニングのメイキングでは12秒間に12時間44分を費やしている[4]。

## 活動

### テレビ・ラジオ出演
- おじょママ!F（関西テレビ）※2008年7月13日放送「カゲの天才大集合スペシャル」と題してバナナマンと共に出演。

### お笑いライブ
- ラーメンズ
- バナナマン
- おぎやはぎ
- 東京03
- エレキコミック
- バカリズム
- キングオブコメディ
- ドランクドラゴン

### テレビ番組
- 落下女
- トーキョーライブ24時 相談者の議題イラスト
- カミングダウト
- 世界一受けたい授業
- 戦国鍋TV 〜なんとなく歴史が学べる映像〜
- ド短期ツメコミ教育!豪腕!コーチング!!
- グラビアトークオーディション
- アイドリング!!!、アイドリング!!!日記
- ピラメキーノトータルデザイン
- 水野キングダム
- 空から日本を見てみよう
- 音楽ば〜かシーズン4
- ウレロ☆シリーズ
- 漫画みたいにいかない。
- 遊戯みたいにいかない。
- ラブトピア
- どぅんつくぱ〜音楽の時間〜
- 怪獣倶楽部〜空想特撮青春記〜
- ナンバMG5
- かがやけ! ミラクルボーイズ
- サウナおやじ
- 実在性ミリオンアーサー[5]

他多数

### テレビアニメ
- 戦国鳥獣戯画（2016年10月 - 、九州朝日放送 他） - キャラクターデザイン [6]

### DVD
- 道草(西村雅彦)
- epoch TV square(バナナマン、おぎやはぎ)
- アキハバラ@DEEP(監督:大根仁)
- ライオン丸G(監督:大根仁)
- 去年ルノアールで(監督:大根仁)
- 30minutes(バナナマン、おぎやはぎ、荒川良々)
- 30minutes鬼(バナナマン、おぎやはぎ、荒川良々)
- 占い師 天尽(出演:ラーメンズ片桐仁)
- スチャダラパー

その他、交流のあるお笑い芸人の単独ライブDVDなど。

### 書籍
- ヤングトラウマ（スチャダラパー）装丁

### PV
- かわいたグロス（奥村愛子）作画[7]

### その他イベントなど
- エレキコミック主催の「僕らの飲み会」「ゲーム大会」などに多々参加。
- メディアクラブキングの映像イベントに「南関東逆境会」（大根仁＋寺坂直毅＋ニイルセン）として出演。
- ２０２０年東京オリンピック競技紹介アニメーション「One Minute, One Sport」[8]
- ２０２０年東京パラリンピック競技紹介アニメーション「One Minute, One Sport」[9]